# Балцарини (Сондрио)
Балцарини је насеље у Италији у округу Сондрио, региону Ломбардија.
Према процени из 2011. у насељу је живело 23 становника. Насеље се налази на надморској висини од 457 м.